# NGC 3982
NGC 3982는 큰곰자리의 북두칠성에 위치한 정상나선은하이다. 겉보기 등급은 +11.76 등급이다. 우리 은하에서 약 1,112 km/s 의 속도로 멀어지고 있다.